# Trichoceros
Trichoceros es un género de orquídeas. Tiene diez especies. Es nativa de la cordillera de los Andes desde Colombia a Bolivia en los bosques montanos.

## Características
Las plantas de este género son epífitas y de hábitos terrestres. Las flores se asemejan a diminutas moscas y es dependiente de una pseudo cópula para la polinización.

## Especies
- Trichoceros antennifer  (Humb. & Bonpl.) Kunth. (1816) - flor de mosquito[2]
- Trichoceros carinifer  Schltr. (1921)
- Trichoceros cristinae  P.Ortiz & C.Uribe (2009)
- Trichoceros dombeyi  D.E.Benn. & Christenson (2001)
- Trichoceros hajekiorum  D.E.Benn. & Christenson (2001)
- Trichoceros muralis  Lindl. (1833)
- Trichoceros onaensis  Christenson (2001)
- Trichoceros platyceros  Rchb.f. (1854)
- Trichoceros roseus  Christenson (2001)
- Trichoceros tupaipi  Rchb.f. (1876)